# Processamento do antígeno
O processamento do antígeno (em inglês APM, Antigen Processing Machinery), é o mecanismo biológico implementado por cada célula do organismo capaz de apresentar um antígeno (em MHC I ou MHC II), que permite a expressão dos péptidos antigénicos sobre moléculas  do complexo principal de histocompatibilidade.  Este processo é de fundamental importância e é a base da imunidade adaptativa, uma vez que "instrui" os linfócitos T a responder especificamente aos antígenos presentes no organismo.